# 助けてタコさん
『助けてタコさん』（たすけてタコさん、英題：Save me Mr Tako: Tasukete Tako-San）は、フランスのゲームソフト開発者クリストフ・ガラティ（Christophe Galati）が開発し、Nicalisより2018年10月30日に発売されたアクションゲーム。
2020年10月末に販売を一旦停止したが、2021年5月5日に欧米で『Save me Mr Tako: Definitive Edition』のタイトルで発売元を変更して再発売、日本でも2022年4月28日に再発売された。

## 概要
タコ型の種族「オクトパス」とヒト型の種族「ニンゲン」による戦争が続く世界を舞台に、争いを望まないオクトパスのタコ（キャラクター名）が和平への道を探るべく冒険を繰り広げる。タコは墨を吐いて敵を硬直させることができるほか、冒険の中で手に入る帽子の装着により特別な能力を発揮する。
本作のグラフィックは、初期のゲームボーイ用ソフトのように同系統色の濃淡のみで表現されたドット絵が用いられている。また、各コースの選択画面や能力取得時の帽子の変化について任天堂のアクションゲーム『星のカービィ』シリーズを参考にするなど、開発者のクリストフ・ガラティがプレイした様々なゲームボーイ用ソフトの要素がゲームシステムに反映されている。一方、本作の物語はスクウェア（現スクウェア・エニックス）のRPG『ファイナルファンタジーVI』やアニメーション映画『風の谷のナウシカ』『リトル・マーメイド』などから影響を受けたとしている。

## システム
※本作では場面によりタコ以外が操作キャラクターとなることもあるが、本項ではタコの操作を基準に記述する。
作品内の各地域やコースは全てサイドビューで描写され、基本的に横スクロールで進行する。各コースのゴール地点に到達すればコースクリアとなり、地域に新たなコースが追加される。
前述のようにタコは基本攻撃として墨を吐き、墨が当たった敵は一定時間硬直する。空中を飛んでいる敵などは硬直時に空中に留まる。硬直中の敵は移動の際の足場にすることができる。攻撃時には画面左上にあるゲージを消費し、ゲージが尽きると一定時間攻撃できなくなる。
一部コース内や特殊イベントのクリアにより帽子を入手できる。帽子を被ると、剣・弓矢などによる攻撃やジャンプ力の向上など特別な能力が備わる。帽子の付け替えは、街中やコース内のチェックポイントにいるキャラクター・ルールーが行う。既に帽子を被った状態で新たに帽子を入手した場合はそちらが優先され、元の帽子は予備としてストックされる。なお、帽子のない状態で敵の攻撃を受けると即ミスとなるが、帽子を被った状態で攻撃を受けると帽子を失う代わりにミスを免れることができる。

## 地域
うみ (Ocean)
オクトパスが暮らす海底地域。王宮や居住エリアがある「オクトパスのむら」のほか、古代遺跡や軍事基地などもある。
ベリス (Belys)
ニンゲンが暮らす国家。市長が治める「ベリスのまち」には大型船を接岸する港がある。
中立国としてどの国の軍にも加担しない立場をとっているが、隣国サロナによる軍事侵攻の脅威にさらされ対応に苦慮している。
サロナ (Sarona)
ニンゲンが暮らす王国。女神が信仰の対象とされ、国のはずれには女神を祀る大聖堂が建立されている。
一部で暴君と称される王が軍を率い、オクトパス軍と交戦する一方で国土拡大のため周辺国への侵攻を目論む。
イドール (Ydor)
ニンゲンが暮らす王国。王都には芸術家や富裕層が集まり、中心部にある劇場では王族が演技を披露することもある。
サロナの侵攻に対抗するため利害の一致するオクトパス軍と同盟を結び、共にサロナへ進軍する。
アルファとう (Alpha Island)
地上に移住した古代のオクトパスの末裔が暮らす島。「アルファじいん」などの遺跡がある。
万物のおきて (The World Order)
死者の魂が集まる場所。妖精や天使たちにより管理されている。

## 主な登場キャラクター

### オクトパス
タコ (Tako)
本作の主人公。作品内では言葉を発しない。
ニンゲンに失望している他の同族とは異なり、ニンゲンに興味を持ち交戦を拒み続けている。兄のバコが推し進めるニンゲン世界への侵攻を止めるため海底から地上へ向かう。
バコ (Bako)
タコの兄。オクトパス軍のリーダー。
オクトパスの未来に対する強い思いを持つ。サロナと対立するニンゲンの国々と一時的に同盟を結びサロナ打倒後に破棄して指揮権を奪おうとする策略家の一面も見せる。
操作キャラクター時には剣を武器に用いる。
アズリア (Azuria)
オクトパスの姫。タコとは幼馴染。
オクトパスの歴史に強い関心を持ち、衰退の道を辿るオクトパス世界の復権の手掛かりを探るべく遺跡の調査を行う。その後、和平につなげるためオクトパスの守護神・クラーケンの復活を目指し世界各地の寺院を巡る。
操作キャラクター時にはゆっくり前進する泡を複数吐く。また、物語の後半では主要な操作キャラクターとなり、タコと同様に帽子を被り多様な能力を発揮できる。
サキ (Saki)
オクトパス軍の女性将軍。
以前はアズリアの世話係を務めていたが、ニンゲンの襲撃から自身を救ったバコに忠義を誓うべく、ヘルメットで顔を覆い「サコ」（Sako）と名を変え軍に入隊する。
操作キャラクター時には墨を吐く。物語の後半ではアズリアと共に冒険しキャラクターを切り替えながら進む場面がある。

### ニンゲン
エヴァン (Evan)
サロナ王国の王子。
暴虐の限りを尽くす父王への不信から国を飛び出し放浪していたが、そのさなかにニンゲンを救うタコの姿を目撃し、戦争を止めるべくタコと行動を共にする。
操作キャラクターとなる場面は2回あり、1度目は攻撃手段を一切持たないが、2度目には弓矢で攻撃を行う。
ミレイユ (Mireille)
サロナ王国の王女。エヴァンの姉。大聖堂に仕える聖者でもある。
アルファとうを目指し航行していたところをオクトパス軍に襲撃されるが、タコにより命を救われる。戦争を終結させるべく、女神復活のため大聖堂にアミュレットを捧げる。
操作キャラクター時には剣を武器に用いる。
レイチェル (Rachel)
イドール出身の少女。戦場で倒れていた瀕死のオクトパスを助ける。後に、イドール王子のポル（Pol）などが参加するレジスタンスに合流する。
操作キャラクター時には助けたオクトパスを抱え、墨を発射する。
エンキッド (Enkidd)
黒装束で身を包む少年。闇を操り影の軍勢を召喚する能力を持つ。自信家で尊大な態度を繰り返す一方、強い承認欲求がエスカレートし深刻な事態を引き起こすことになる。
操作キャラクター時には前方にどくろを転がす。

### その他のキャラクター
ララビチュア (Lalabichoua)
オクトパスの妖精。タコに対し、決してニンゲンを憎まないことを条件に陸上でも活動できるようになる能力を与える。
イオス (Eos)
ベリスの森林地帯で暮らす魔女。和平を望むタコの姿勢に懐疑心を持っていたが、タコがニンゲンたちの心を動かしていく様を見るにつれ可能性を信じるようになる。その正体はニンゲンの妖精。
ルールー (Loulou)
タコとアズリアに帽子の提供を行うラッコ。なくした本をタコが見つけ出したことを機に協力する。

## 開発

### 発売前
本作は、1989年に発売されたゲームボーイの25周年を祝うというコンセプトの下で2014年より開発が始まった。当時19歳のクリストフ・ガラティはゲームソフト開発分野を専門とする大学に通っていたが、学内で携わっていたプロジェクトに飽きを感じていたことから、個人的なサイドプロジェクトとして本作の制作を進めた。フランスでのゲームボーイの発売日である1990年9月28日と同月同日の2014年9月28日には、本作の紹介動画とデモ版の配信が行われた。
タコのキャラクターを用いるというアイデアは、ガラティがパリの料理店でたこ焼きを食べていた際に着想した。また、タコは恐怖の対象として扱われがちであることから、逆に平和をもたらす友好的なタコにしたいと考え、キャラクターが形成されていった。
開発を続ける中、2015年11月13日にパリ同時多発テロ事件が発生し、このことがゲームの雰囲気の変化に繋がった。ガラティは「タコさんは私の多くの恐怖と懸念を吸収した」とし、一方で「私の目標はプレイヤーが共感する世界やキャラクターを作成し彼らが困難を乗り越えて素晴らしい冒険ができるようにすること」と語っている。
ガラティはフランス国内のゲームイベントであるEuropean Indie Game Days（EIGD）やStunfestなどに本作を出展していたが、2016年7月、事前申請していた東京ゲームショウ（TGS）から通知のメールを受け、初めて国外で出展することが決まった。奨学金を返済中の身であったガラティにとって渡航費用の捻出は厳しかったが、周囲の友人・ファンのサポートやクラウドファンディングにより無事費用が集まった。また、出展にあたりテキストを日本語化する必要があったものの翻訳者への支払いはできず時間的な制約もあったため、以前からやり取りのあったインディーゲーム販売メーカーUnity Games Japanに助言を仰いだところ、かつてセガでゲーム開発を行っていた向山彰彦が支援に名乗りをあげ、ゲームの冒頭部分の翻訳を短期間で仕上げた。なお、ガラティは翌2017年に日本で開催されたゲームイベント「A 5th of BitSummit」の際にも本作の出展のため来日している。
発売元のNicalisとは開発当初の2014年から繋がりを持っており、ゲームのデータを送信してフィードバックを得たり開発の進捗状況を伝えたりしていた。先述の2016年の東京ゲームショウでは直接会う機会があり、そこでNintendo Switch向けのリリースについて話し合いを行い発売元契約を結んだ。その後、Nicalisは、難易度調整や表示機能（ワイドスクリーンやスーパーゲームボーイスタイル（ゲーム画面の周囲にフレーム画像を表示））などの追加についてサポートした。

### 発売後の配信停止と再発売
2018年10月30日にソフトが発売された後、ガラティは問題のある箇所の修正や低難易度のイージーモードの追加を行うパッチを早い段階から制作し告知もしていたが、それから月日が経過しても一向に配信が行われなかった。ガラティは2019年9月の自身のTwitterアカウント上において、パッチは既に完成しているにもかかわらず発売元のNicalisの都合で配信されていないことを明かし、ユーザーが不満を抱いている部分に対して何もできないことへの苛立ちを示した。
2020年10月末、ガラティとNicalisの双方は両者のパートナーシップの終了を発表し、ソフトの配信が停止された。ガラティは今回のことについて、アップデートしたものを再発売できる素晴らしい機会であるとし、リリースまでに時間はかかるものの、より洗練されたバージョンをプレイできるようにすると語っている。
2021年5月5日、欧米で新たなバージョンである『Save me Mr Tako: Definitive Edition』が発売された。発売元は、Steam版はガラティ自身で、Nintendo Switch版はLimited Run Gamesが担当している。新規要素として、新しい難易度モード、サウンドシステムメニュー、ヒントシステム、自動パレットオプションなどが追加された。

## 評価

### 受賞・ノミネート歴
- EIGD Awards 2014 「Le Prix Du Meilleur Jeu Étudiant（最優秀学生ゲーム賞）」ノミネート[12]
- Stunfest 2016 審査員賞 第2位[13]
- TGS 2016 ゲームの電撃アワード インディー部門 ノミネート[14]
- Indie Stream Award 2016 ノミネート[15]
- Emotional Games Awards 2018 「Best Emotional Mobile & Handheld」ノミネート[16]

### 論評
（以下は、配信停止前のバージョンに関する記述）

ライターの戸塚伎一は、ファミ通に寄せたレビュー記事の中で、本作を通じてゲームボーイで遊んだ頃のなつかしさに浸ることができたと述べる一方、ゲームバランスとストーリーの展開がかみ合っていないところがある点を指摘している。